# 아자이정 (아이치현)
아자이정(浅井町)은 일본 아이치현 하구리군에 설치되었던 정이다. 현재의 이치노미야시의 일부에 해당한다.